# Pleistos
Le Pleistos (grec moderne : ο Πλείστος ou ή Πλειστός) est un fleuve côtier de Grèce qui prend sa source sur le mont Parnasse et se jette dans le golfe de Corinthe.
Dans la mythologie grecque, Pleistos est aussi un dieu fleuve personnifiant le cours d'eau.

## Géographie
Le Pleistos descend du Parnasse à proximité d'Aráchova, puis coule vers l'ouest en passant au pied d'Aráchova et de Delphes, à travers une vallée profonde entre le Parnasse et le mont Kirphis au sud. Il débouche sur la plaine d'Amphissa et se jette dans le golfe de Corinthe à Kirra, près d'Itéa, après avoir parcouru un peu moins de 30 km. Né en Béotie, il termine son cours en Phocide.
Le Pleistos est généralement à sec, ou à peu près, en été, ce que souligne le nom local actuel du cours d'eau : Xeropotamos (« rivière sèche »). Le ruisseau qui est alimenté par la fameuse fontaine de Castalie de Delphes y déverse ses eaux.

## Histoire
Pausanias rapporte qu'à l'initiative de Solon et comme arme contre Kirra, les eaux du Pleistos ont été empoisonnées avec des racines d’hellébore lors de la première guerre sacrée vers 600 av. J.-C.